# Impetigo
Impetigo vulgaris je značně nakažlivá bakteriální kožní infekce, která může napadnout jak kůži zcela zdravou, tak kůži dříve poškozenou ekzémem, případně mechanicky poškozenou (tj. odřenina, popálenina atd.). Projevuje se zejména silně zarudlými hnisavými puchýři na postižené kůži.

## Popis
Původcem onemocnění jsou bakterie žijící přirozeně na těle (tzn. stafylokoky a streptokoky). Impetigo se vyskytuje ve dvou známých formách, a to ve formě bulózní (30%) či nebulózní (nonbulózní).
1. Bulózní impetigo se projevuje výskytem velkých puchýřů naplněných čirou tekutinou, které rychle praskají.[2]
2. Nebulózní impetigo se nejprve projeví jako malý puchýřek (obvykle není ani zaznamenán), který rychle praskne a je pokryt krustou. Tyto puchýřky zdánlivě připomínají akné.

## Léčba
K léčbě impetiga se typicky používá desinfekce a lokální antibiotika, v komplikovaných případech může být potřebná celková léčba antibiotiky.
V případě zjištěného onemocnění je nutno zavést zvýšený hygienický režim či dokonce karanténu.